# Microcyclops alius
Microcyclops alius – gatunek widłonoga z rodziny Cyclopidae. Nazwa naukowa tego gatunku skorupiaków została opublikowana w 1935 roku przez niemieckiego zoologa Friedricha Kiefera.